# Katell Berthelot

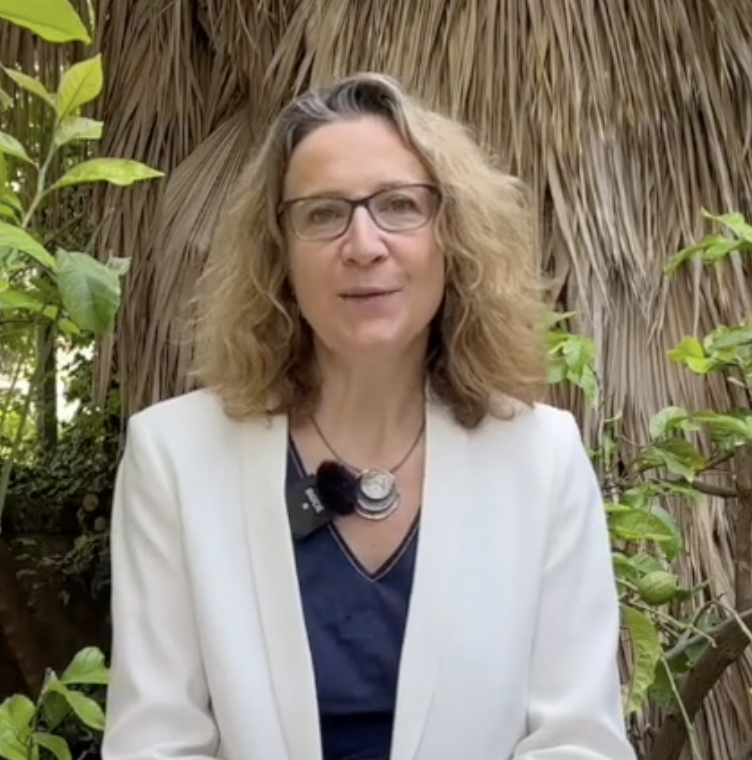
Katell Berthelot (2022)

Katell Berthelot (* 13. Februar 1972 in Paris) ist eine französische Religionswissenschaftlerin, die sich auf das antike Judentum und den Vergleich der abrahamitischen Religionen spezialisiert hat. Sie ist Directeur de recherche des Nationalen Zentrums für wissenschaftliche Forschung (CNRS) und tätig am Centre Paul-Albert Février, einem gemeinsam vom CNRS und der Universität Aix-Marseille getragenen Forschungsinstitut in Aix-en-Provence.

## Werdegang
Berthelot schloss 1993 ihr Studium an der École des hautes études commerciales de Paris ab und erwarb ihren Master-Abschluss in Literaturwissenschaft. Ihre Karriere nahm in den 1990er Jahren eine Wendung, nachdem sie zwei Jahre nach Israel gereist war und neu entdeckte Bibeltexte studiert hatte. Ihre weitere Ausbildung umfasste ein Studium der Religionsgeschichte an der Universität Paris IV, wo sie ein Diploma of Advanced Studies (DEA) erhielt. Die folgenden Jahre verbrachte sie am Orion Center for Qumran Studies an der Hebräischen Universität Jerusalem. 2001 wurde sie an der Sorbonne bei Mireille Hadas-Lebel zum Thema „Israel und Menschlichkeit im jüdischen Denken in hellenistischer und römischer Zeit“ promoviert. 2002 kam Berthelot als Forscherin zum CNRS am Centre Paul-Albert Février der Universität Aix-Marseille in Aix-en-Provence und wurde im Oktober 2015 Directeur de recherche des CNRS.
Ihre Forschung befasst sich mit biblischen Schriften und dem Begriff des Humanismus in der antiken griechischen Philosophie sowie dem antiken jüdischen Denken, insbesondere der jüdischen Lesart der biblischen Geschichte von der Eroberung Kanaans und der Universalität des jüdischen Rechts.
Berthelot leitete gemeinsam mit Thierry Legrand und André Paul die zweisprachige Ausgabe der Schriftrollen vom Toten Meer (Qumran) von 2006 bis 2018 für die bei Éditions du Cerf erschienenen Ausgaben sowie God, eine Untersuchung der drei großen monotheistischen Religionen und ihrer Gemeinsamkeiten.
Seit 2017 ist sie Mitglied und war zeitweise Präsidentin des Wissenschaftlichen Rates des Französischen Forschungszentrums in Jerusalem.
Von 2006 bis 2018 war Berthelot Mitherausgeberin der Reihe La Bibliothèque de Qumrân und Vorstandsmitglied von Advances in Ancient, Biblical, and Near Eastern Research und des Journal of Ancient Judaism.
Von 2014 bis 2019 leitete sie das vom Europäischen Forschungsrat geförderte Forschungsprojekt „Judentum und Rom“. Seit 2023 forscht Berthelot zu Antisemitismus und Übergriffen auf Juden in der Antike an der Universität Salzburg.

## Veröffentlichungen (Auswahl)
- Jews and Their Roman Rivals. Pagan Rome’s Challenge to Israel. Princeton 2021, ISBN 978-0-691-22042-0.
- Le monothéisme peut-il être humaniste? Paris 2006, ISBN 2-213-62217-5.
- L’«humanité de l’autre homme» dans la pensée juive ancienne. Leiden/Boston 2004, ISBN 90-04-13797-1.
- Philanthrôpia judaica. Le débat autour de la «misanthropie» des lois juives dans l’Antiquité. Leiden/Boston 2003, ISBN 90-04-49650-5.

## Auszeichnungen (Auswahl)
- Prix Sophie-Barluet (2017)[3]
- Prix Pierre-Lafue (2017)[3]
- Prix Irène Joliot-Curie (2008)[5]
- Bronzemedaille des CNRS (2007)[3]